# Luciano Sampaoli
Luciano Sampaoli (Sant'Agata Feltria, 1º luglio 1955) è un compositore e regista italiano.

## Biografia
Dopo gli studi di composizione musicale presso il Conservatorio di Bologna, la Laurea presso l'Università di Bologna, il perfezionamento con Franco Donatoni (Accademia Musicale Chigiana) e Sylvano Bussotti (Scuola musicale di Fiesole), invitato nel 1980 da Pierre Boulez ha trascorso un periodo di lavoro a Parigi presso l'IRCAM Institut de Recherche et Coordination Acoustique - Musique il centro di ricerca per la musica elettronica.
Al 1977 risalgono le sue prime riflessioni sul concetto di “tragico in musica” che lo porteranno in breve a mettere a punto il progetto della sua poetica musicale. 
Negli anni successivi, la sua poetica sarà argomento di studio in vari convegni internazionali come quello del 1989 a cura dell'Università di Rouen, dell'Università di Venezia e del Teatro La Fenice. 
A questo periodo risalgono le sue opere La morte meditata (1978), D.G. uno spettacolo (1980), Dal respiro delle onde (1984) e l'oratorio Exemplum (1986) con il quale inaugura a Roma il primo 'Festival Internazionale di Musica Sacra Contemporanea.
Al 1985 risale il suo sodalizio artistico con il poeta Mario Luzi. Nel corso di questa collaborazione, i due artisti hanno prodotto numerose opere, che vanno dai Lieder per voce e pianoforte fino al grande oratorio La Lite (1989) per voce recitante, soli, coro e orchestra. Tra le composizioni di questo periodo ricordiamo Ut pictura poesis I, Torre delle ore, Il tempo tra poesia e musica.
Tra le composizioni dell'ultimo decennio si ricordano l'opera da camera Il sommo riparo (2003) nata dalla collaborazione con il filosofo Emanuele Severino, presentata in prima esecuzione presso il Monastero di Fonte Avellana; l'opera Il marmo e la rosa (2004), con interpreti principali l'attore Giorgio Albertazzi e il soprano Angelica Battaglia; l'opera L'angelica battaglia (2004) su libretto di Alda Merini e Mario Luzi; l'opera musicale, con prologo ed esodo a fumetti, sulla vita di Giovanni Pascoli Fiori notturni (2005), prodotta dal Festival I Suoni del Tempo; l'opera Herr Warum la musica di Godel (2006) con musica elettronica sul Teorema dell’incompletezza del logico matematico Kurt Gödel, prodotta dal Teatro Bonci di Cesena.
Del 2007 è l'opera Herr Warum, che ha inaugurato la quattordicesima edizione della Biennale di Scienza e Letteratura di Alessandria “Cavalcare la luce”, promossa sotto l'Alto Patronato del Presidente della Repubblica. Alla rappresentazione dell'opera sono seguite le lezioni magistrali di Rita Levi Montalcini, Umberto Eco, Piergiorgio Odifreddi, Giorgio Barberi Squarotti, Nelo Risi, Lionello Sozzi, Cesare Vasoli e Andrea Zanzotto.
Del 2007 sono le opere Poesie condannate, su poesie di Charles Baudelaire, per soprano, attore e pianoforte, con la voce recitante del poeta Yves Bonnefoy e l'oratorio Già eran li occhi miei rifissi al volto, San Pier Damiani nel Canto XXI del Paradiso di Dante, per soprano, due attori, coro e organo, composto in occasione del millenario della nascita di San Pier Damiani. Nei primi giorni di luglio 2007, nella Sala Risorgimento del Palazzo dei Diamanti a Ferrara, si è inaugurata la mostra di fotografie, poesie e partiture musicali, Luminosi incanti, dedicata ai vent'anni di collaborazione di Luciano Sampaoli con il poeta Mario Luzi.
Dal 1987 al 1991 Sampaoli ha condotto il Concerto del Mattino sulla Terza Rete Rai e in seguito ha insegnato Musica nel Teatro presso l'Università di Bologna e l'Università di Francoforte. Dal 1995 insegna Musica presso la Facoltà di Sociologia dell'Università di Urbino.

## Opere di Luciano Sampaoli
La produzione musicale di Luciano Sampaoli comprende oltre 200 composizioni divise in opere liriche, oratori, balletti, lieder, musiche strumentali sinfoniche e da camera. Le composizioni sono edite da, Fonit Cetra, Warner Classica, RCA, Bmg Ariola, Edipan.
- Composizioni pianistiche. Pianista, Fausta Cianti. Edipan, PRC S 20/29
- Composizioni pianistiche. Pianista, Marcella Crudeli, RCA
- Exemplum. Oratorio e composizioni da camera, Edipan
- Secondo il Padre. Oratorio, Fonit Cetra
- Se musica è la donna amata, La Voce
- Vola alta parola, L'Unità

Inoltre, Sampaoli è autore di diverse pubblicazioni, tra cui:
- Dufay, un compositore alla corte dei Malatesti, Luisè, Rimini 1985.
- Sampaoli, L. – Bussotti, S, Les Ogresses, Luisè, Rimini 1985.
- Sampaoli, L. Angelo Mariani il gesto della musica, Ghigi, Rimini 1987.
- Sampaoli, L. – Luzi, M. Ut Pictura Poesis, Nuova Compagnia Editrice, Bologna 1993.
- Sampaoli, L. – Luzi, M. Torre delle ore, Scheiwiller, Milano 1994.
- Sampaoli, L. – Luzi, M. Il tempo tra poesia e Musica, Crocetti, Milano 1997
- Sampaoli, L. – Zavoli, A. Vaste luci, La Goliardica Trieste 2001
- Sampaoli, L. Fiori notturni, Il Ponte Vecchio, Cesena 2005
- Sampaoli, L. Lieder e Ballate (in corso di pubblicazione)